# Mahmud Esad Coşan
Mahmud Esad Coşan (født 14. april 1938 i Çanakkale, Tyrkiet, død 4. februar 2001 i Sydney, Australien) var akademiker, forfatter og skriftlærd i islam med speciale indenfor hadiths. 

## Uddannelse
Mahmud Esad Cosan blev færdig med sin gymnasiale uddannelse i 1956 og fortsatte sin videre uddannelse på Istanbul Universitetet, hvor han studerede litteratur, arabisk og persisk. Herefter studerede han det tyrkiske sprog samt den tyrkiske kultur. På Ankara Universitetet studerede han islam og blev i 1982 professor i islam. Han talte engelsk, tyrkisk, arabisk, farsi og var særligt interesseret i litteratur og mystik. Efter sin uddannelse har han fortaget sig mange rejser til forskellige lande. Bl.a. har han besøgt Danmark, Tyskland, Sverige, Indonesien og Australien for at sprede sine budskaber om islam.

## Værdier
Mahmud Esad Cosan har beskæftiget sig med mange projekter for at skabe et bedre fællesskab. Især har han været innovator for en række store projekter i Tyrkiet, Tyskland og Australien vedrørende grønt miljø, sund kost, bedre forståelse af kultur, historie og samfund. Endvidere har han været stifter af store og kendte spejderklubber i Tyrkiet.
Herhjemme i Danmark har han været stifter af foreningen Danishmend. I dag har foreningen en hjemmeside, der især henvender sig til unge, da siden lægger særlig fokus på uddannelse, kultur, samfund, kost og motion samt kritisk- og analytisk tænkning. Hjemmesiden er af samme navn som foreningen.
Gennem sit liv har han især forsøgt at vejlede folk om islam samt sprede budskabet om kærlighed og mystik. Han har mange citater, der understreger hans værdier og holdninger om alt mellem himmel og jord. Blandt andet har han nævnt:
- "Fokuser ikke på en roses torne, men hellere på dens farve og duft."
- "Vi må opdrage en religiøs, fokuseret, klog, høflig, viljestærk, anstændig generation med god moral."
- "Lad os være vis! Lad os være fulde af ærlighed! Den som gør os godt skal vi aldrig gøre ondt! Har vi en gæld må vi betale den til ejeren på bedste vis. Lad os takke dem som gør os godt."
- "Uvidenhed er en sand katastrofe. Viden uden handling er en tung pris."
- "Vi bør bestræbe os efter; rent vand, grønne skove og at bevare historiske og kulturelle monumenter. Vi bør skubbe til en udvikling der medfører, at individet bliver sundt, veluddannet og stærkt. Ligeledes bør vi være med til at forme intellektuelle, dynamiske, høflige og dannede individer."
- "Vores religion, islam, ønsker netop at skabe broderskaber, venskaber, at fremme kærligheden til vores medmennesker, at være sympatiske og loyale overfor hinanden, at skabe dialog og kommunikation samt en god atmosfære mellem hinanden. Dette er en af vores vigtigste bestræbelser, for når mennesker elsker og holder af hinanden opnår det belønninger både i dette liv, men også i livet efter døden."[4]

## Død
Mahmud Esad Cosan døde i en trafikulykke i Australien den 4. februar 2001. Hans død skabte stor sorg i Tyrkiet, da han var meget kendt og vellidt. Årsagen til trafikulykken er aldrig blevet opklaret. Han blev efterfølgende begravet i Eyyüp Sultan, Istanbul, nær en meget berømt tyrkisk moske, hvor tusinder af mennesker dukkede op til hans begravelse. Efter hans død fortsatte forlaget Server Illetisim stadig med at udgive hans bøger i nyere bogformater, hvor der bl.a. også indgår småbiografier af ham. Mahmud Esad Cosans død betød ikke, at hans viden indenfor islam gik tabt. Hans søn Muharrem N. Cosan fortsatte i sin fars spor, og har også studeret islam ved siden af en række andre studier. Han er som sin far med til at vejlede folk i islam, samt holde foredrag om forskellige emner indenfor islam. Muharrem N. Cosan lever nu i Australien. 

## Værker
Nogle af Mahmud Esad Cosans værker:
- Matbaacı İbrâhîm-i Müteferrika ve Risâle-i İslâmiye (1982)
- Hacı Bektâş-ı Velî, Makalât
- Gayemiz (Vores mål) (1987)
- İslâm Çağrısı (Kaldet til islam) (1990)
- Yeni Ufuklar (1992)
- Çocuklarla Başbaşa (Med børnene)
- Başarının Prensipleri (Principper for succes)
- Türk Dili ve Kültürü (Tyrkisk sprog og Kultur)
- İslâm'da Nefis Terbiyesi ve Tasavvufa Giriş (1992) (Selvkontrol og mystik)
- İslâm, Sevgi ve Tasavvuf (1994) (Islam, kærlighed og mystik)
- Yunus Emre ve Tasavvuf (1995) (Yunus Emre og mystik)
- Başarı Yolunda Sevginin Gücü (1995) (Succesens vej ved kærlighedens kraft)
- Ramazan ve Takvâ Eğitimi (1996) (Ramadan og taqwa)
- İslâm, Tasavvuf ve Hayat (1996)
- Haydi Hizmete!.. (1997) (Kom til tjeneste!..)
- İslâm'da Eğitimin İncelikleri (1997) (Islam og uddannelses finesser)
- Tasavvuf Yolu Nedir? (1997) (Hvad er mystikens vej?)
- Doğru İnanç ve Güzel Kulluk (1998) (Sand tro og god person)
- Ramazan ve Güzel Ameller (Ramadan og god opførsel) (1998)[2]

### Værker publiceret af forlaget Server İletişim
- İslâm Dergisi Başmakaleleri (Magasiner om islam)
- Kadın ve Aile Dergisi Başmakaleleri (Magasinet; Kvinde og familie)
- İlim Sanat ve Panzehir Dergileri Başmakaleleri (Magasinet; Videnskab, art og modgift)
- İdeal Yol (Den ideelle vej)
- Dilimiz ve Kültürümüz (Vores sprog og kultur)
- Tarihi ve Tasavvufi Şahsiyetler (Historiske og mysteriske personer)
- Mehmed Zahid Kotku (Mehmed Zahid Kotku)
- İstanbul'un Fethi ve Fatih (Erobringen og erobreren af Istanbul)
- Hatiboğlu Muhammed ve Eserleri (Hatipoglu Muhammad og hans værker)[2]

Udover bøger har han holdt mange foredrag om islamiske værdier og kultur som bl.a. også kan ses i videoer på internettet, både på foreningens hjemmeside, men også på youtube. Videoerne er oprindeligt på tyrkisk, men indeholder engelske undertekster. Hans tilgang til emnerne er oftest meget indlevende. Især vækker hans mange metaforiske eksempler og humoristiske forklaringer stor opmærksomhed.